# Karaikal
Karaikal là một thành phố và khu đô thị của quận Karaikal thuộc bang Puducherry, Ấn Độ.

## Nhân khẩu
Theo điều tra dân số năm 2001 của Ấn Độ, Karaikal có dân số 74.333 người. Phái nam chiếm 49% tổng số dân và phái nữ chiếm 51%. Karaikal có tỷ lệ 73% biết đọc biết viết, cao hơn tỷ lệ trung bình toàn quốc là 59,5%: tỷ lệ cho phái nam là 79%, và tỷ lệ cho phái nữ là 68%. Tại Karaikal, 12% dân số nhỏ hơn 6 tuổi.